# تاباكو
تاباكو (بالإنجليزية: Tabaco) هي مدينة في الفلبين، تتبع ألباي، بلغ عدد سكانها 133٬868  نسمة، في 1 أغسطس 2015، تبلغ مساحتها 117٫14 كيلومتر مربع، رمزها البريدي هو 4511.

## الموقع
تشترك في الحدود مع:
- Polangui [الإنجليزية]‏
- Malilipot [الإنجليزية]‏.

## المناخ
يظهر الجدول التالي التغييرات المناخية على مدار السنة لتاباكو:
| البيانات المناخية لـتاباكو        | البيانات المناخية لـتاباكو | البيانات المناخية لـتاباكو | البيانات المناخية لـتاباكو | البيانات المناخية لـتاباكو | البيانات المناخية لـتاباكو | البيانات المناخية لـتاباكو | البيانات المناخية لـتاباكو | البيانات المناخية لـتاباكو | البيانات المناخية لـتاباكو | البيانات المناخية لـتاباكو | البيانات المناخية لـتاباكو | البيانات المناخية لـتاباكو | البيانات المناخية لـتاباكو |
| الشهر                             | يناير                      | فبراير                     | مارس                       | أبريل                      | مايو                       | يونيو                      | يوليو                      | أغسطس                      | سبتمبر                     | أكتوبر                     | نوفمبر                     | ديسمبر                     | المعدل السنوي              |
| --------------------------------- | -------------------------- | -------------------------- | -------------------------- | -------------------------- | -------------------------- | -------------------------- | -------------------------- | -------------------------- | -------------------------- | -------------------------- | -------------------------- | -------------------------- | -------------------------- |
| متوسط درجة الحرارة الكبرى °م (°ف) | 27 (81)                    | 27 (81)                    | 28 (82)                    | 30 (86)                    | 31 (88)                    | 30 (86)                    | 29 (84)                    | 29 (84)                    | 29 (84)                    | 29 (84)                    | 28 (82)                    | 27 (81)                    | 29 (84)                    |
| متوسط درجة الحرارة الصغرى °م (°ف) | 22 (72)                    | 22 (72)                    | 23 (73)                    | 24 (75)                    | 25 (77)                    | 25 (77)                    | 25 (77)                    | 25 (77)                    | 25 (77)                    | 24 (75)                    | 24 (75)                    | 23 (73)                    | 24 (75)                    |
| الهطول مم (إنش)                   | 138 (5.4)                  | 83 (3.3)                   | 74 (2.9)                   | 50 (2.0)                   | 108 (4.3)                  | 165 (6.5)                  | 202 (8.0)                  | 165 (6.5)                  | 190 (7.5)                  | 186 (7.3)                  | 188 (7.4)                  | 183 (7.2)                  | 1٬732 (68.3)               |
| متوسط الأيام الممطرة              | 16.8                       | 11.9                       | 13.5                       | 13.8                       | 20.5                       | 25.2                       | 27.4                       | 26.2                       | 26.1                       | 24.7                       | 20.7                       | 18.5                       | 245.3                      |
| المصدر: Meteoblue                 |                            |                            |                            |                            |                            |                            |                            |                            |                            |                            |                            |                            |                            |